# WWE SmackDown vs. Raw 2011
WWE SmackDown vs. Raw 2011 — компьютерная игра 2010 года разработанная компанией Yuke’s в жанре «файтинг». Издателем игры выступает американская компания THQ.

## Геймплей
Одним из главных изменений в игре стало внедрение нового физического движка, который позволяет объектам выглядеть более реалистично. Например, таким объектам, которые задействованы в матче Tables, Ladders and Chairs. Теперь столы ломаются от любого воздействия игрока на них (в прошлых частях сломать стол можно было только заполнив специальную «шкалу» и использовав финишер). Внутри и снаружи ринга лестницы можно разместить на канатах в качестве трамплина, чтобы выполнить diving-атаку или быстро взобраться на другую лестницу.
Претерпел изменения и матч «Ад в клетке». Была удалена дверь клетки, и теперь из неё можно выйти только если сломать одну из её частей (с помощью финишера). В этом матче также добавили ступеньки к рингу и возможность доставать из-под ринга различное оружие (стулья, кувалды и т. д.), чего в предыдущих частях не было.
Впервые со времён игры WWE SmackDown! Shut Your Mouth, игрок может свободно перемещаться по закулисным аренам в режиме «Road to WrestleMania», хотя возможность перемещаться по ним во время боя так и не вернулась в серию. Управление было слегка модифицировано чтобы сделать игровой процесс более насыщенным и активным. Так, если игрок и его оппонент одновременно используют захват, то появиться QTE, в процессе которого игроку предстоит быстро нажимать определённую кнопку, чтобы продолжить захват и выполнить приём. Добавлены приёмы, которые можно использовать только тогда, когда противник находится в неустойчивом состоянии.

## Список бойцов
- Батиста
- Биг Шоу
- Чаво Герреро
- Крис Джерико
- Кристиан
- СМ Панк
- Коди Роудс
- Дэвид Харт Смит
- Дольф Зигглер
- Дрю Макинтайр
- Друид (вымышленный персонаж, олицетворяющий души тех, кого побеждал Гробовщик на Реслмании)
- Эдж
- Эван Борн
- Езекиел Джексон
- Финли
- Голдаст
- Джек Сваггер
- Джейк Робертс
- Джимми Снука
- Джон Сина
- Джон Моррисон
- JTG
- Кейн
- Кофи Кингстон
- Люк Гэллоуз
- Марк Генри
- Мэтт Харди
- Майк Нокс
- Миз
- Винс Макмэн
- Монтел Вонтавиус Портер
- Примо
- Рэнди Ортон
- Рей Мистерио
- Рикки Стимбот
- Роб Ван Дам
- Скала
- R-Truth
- Сантино Марелла
- Шад Гаспард
- Шон Майклз
- Шеймус
- Шелтон Бенджамин
- Стив Остин
- Тед Дибиаси
- Терри Фанк
- Triple H
- Тайсон Кидд
- Гробовщик
- Вэнс Арчер
- Владимир Козлов
- Уильям Ригал
- Йоши Тацу
- Зак Райдер
- Пол Берер и Хорнсвоггл (только как менеджеры)
- Алиша Фокс
- Бет Финикс
- Бри Белла
- Ив Торрес
- Гейл Ким
- Келли Келли
- Лейла
- Марис
- Мелина
- Мишель Маккул
- Микки Джеймс
- Наталья
- Никки Белла

## Режимы
Режим карьеры из предыдущих частей был заменён режимом «WWE Universe». В новом режиме создаются сторилайны, происходят фьюды между рестлерами, интегрируются различные кат-сцены, которые появляются до, во время или после матча.
В режим «Road to WrestleMania» была добавлена возможность свободно перемещаться по закулисным аренам, выполнять мини-квесты, взаимодействовать с другими рестлерами. В режиме есть сторилайны за Джона Сину, Рэя Мистерио, Кристиана, Криса Джерико, а также сторилайн «vs Undertaker» в котором можно играть за Кофи Кингстона, Джона Моррисона, R-Truth, Дольфа Зигглера и созданного персонажа.
В режим «создания финишера» добавили новую позицию — с угла ринга. В этой позиции можно регулировать скорость и траекторию приёма. Однако, созданный с этой позиции финишер не будет работать в матче Royal Rumble.

## Отзывы
| Сводный рейтинг | Сводный рейтинг | Сводный рейтинг |
| Издание         | Оценка          | Оценка          |
| Издание         | PS3             | Xbox 360        |
| --------------- | --------------- | --------------- |
| GameRankings    | 77,47 %         | 76,84 %         |

Критики, в целом, хорошо отозвались об игре, похвалив хорошую графику, анимацию персонажей и новый режим WWE Universe, однако раскритиковали однообразность «Road to WrestleMania». Также критике подверглись новая система захватов, неточность комментариев, обнаружение столкновений и лаги в онлайн-игре.

## Прочее
В качестве музыкального сопровождения встречаются композиции «Burn It All» и «Beyond Recall» группы A Dark Halo.